# Puerto Gonzalo Moreno (gemeente)
Puerto Gonzalo Moreno is een gemeente (municipio) in de Boliviaanse provincie Madre de Dios in het departement Pando. De gemeente telt naar schatting 8.950 inwoners (2018). De hoofdplaats is Puerto Gonzalo Moreno.

## Indeling
De gemeente bestaat uit 2 kantons:
- Cantón Agua Dulce (Puerto Gonzalo Moreno) - 6 Vicecantones - 1.813 inwoners (2001)
- Cantón Trinidad (Portachuelo) - 12 Vicecantones - 1.997 inw.